# Caracalla-Thermen

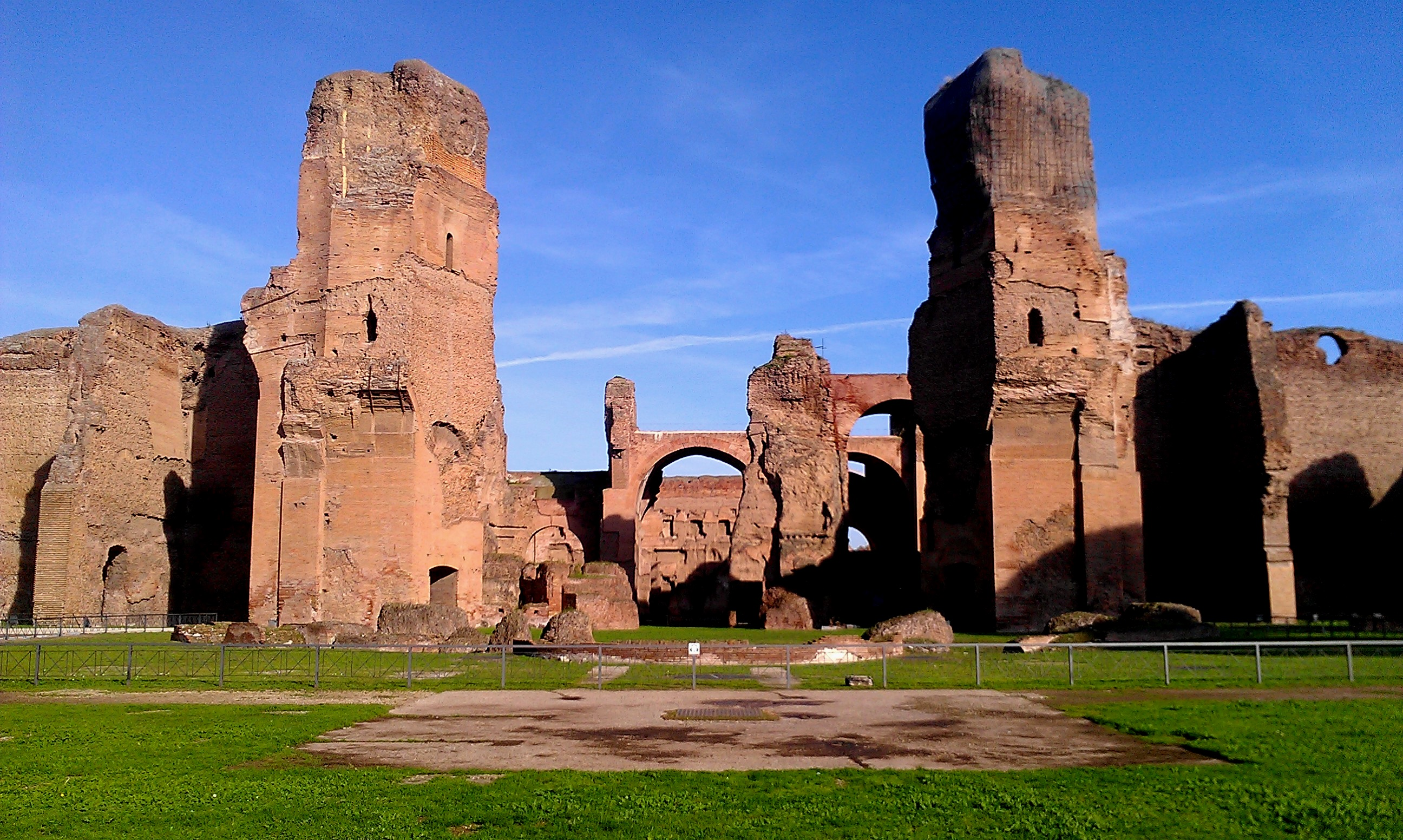
Blick auf die Ruine des Caldariums von Südwesten

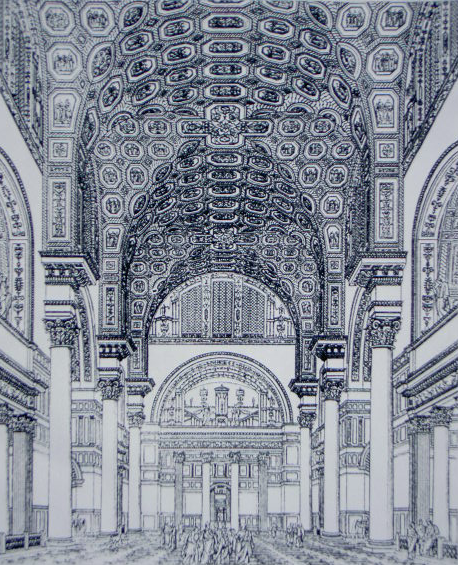
Frigidarium, Zeichnung aus dem Jahre 1899

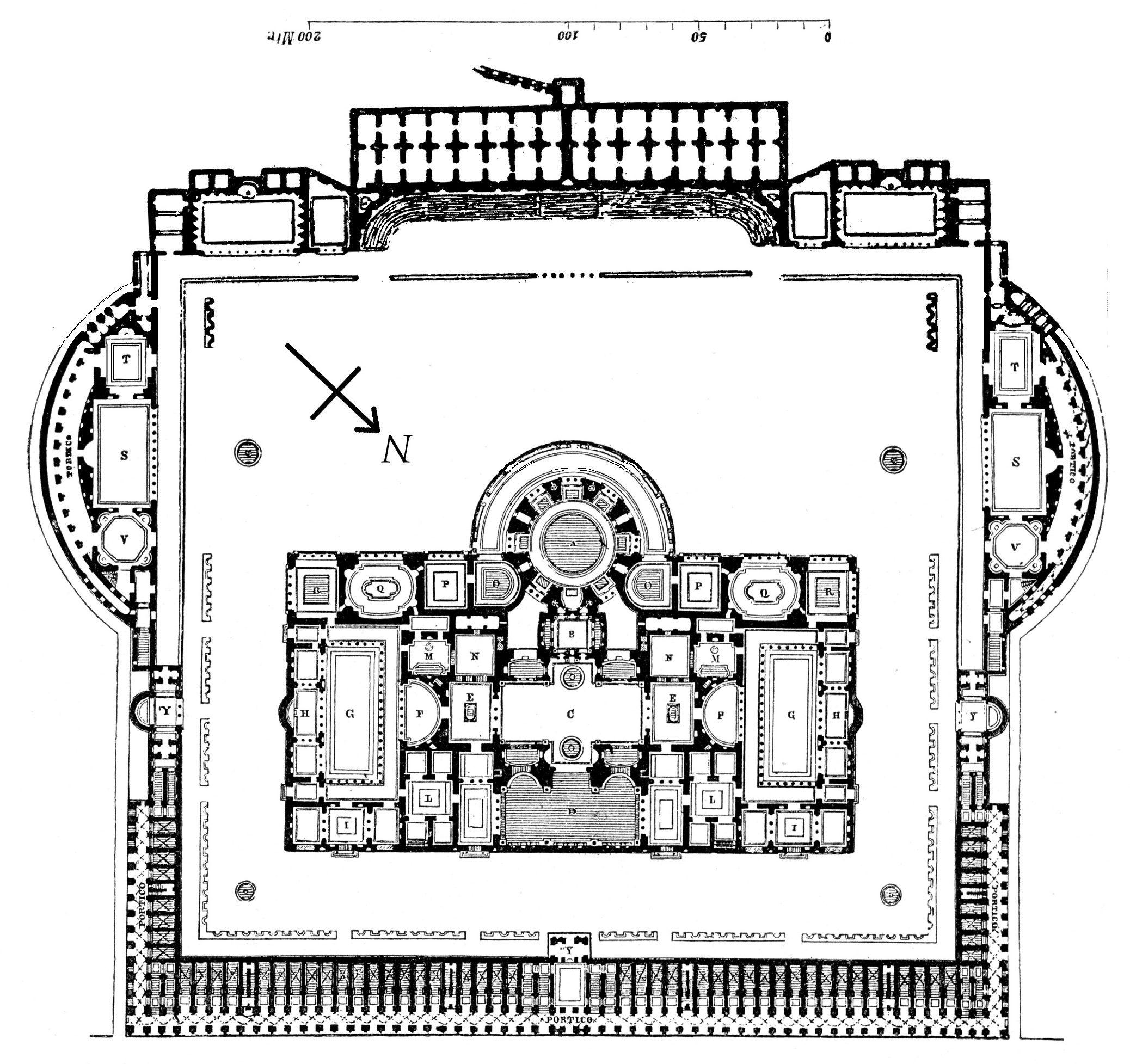
Grundriss

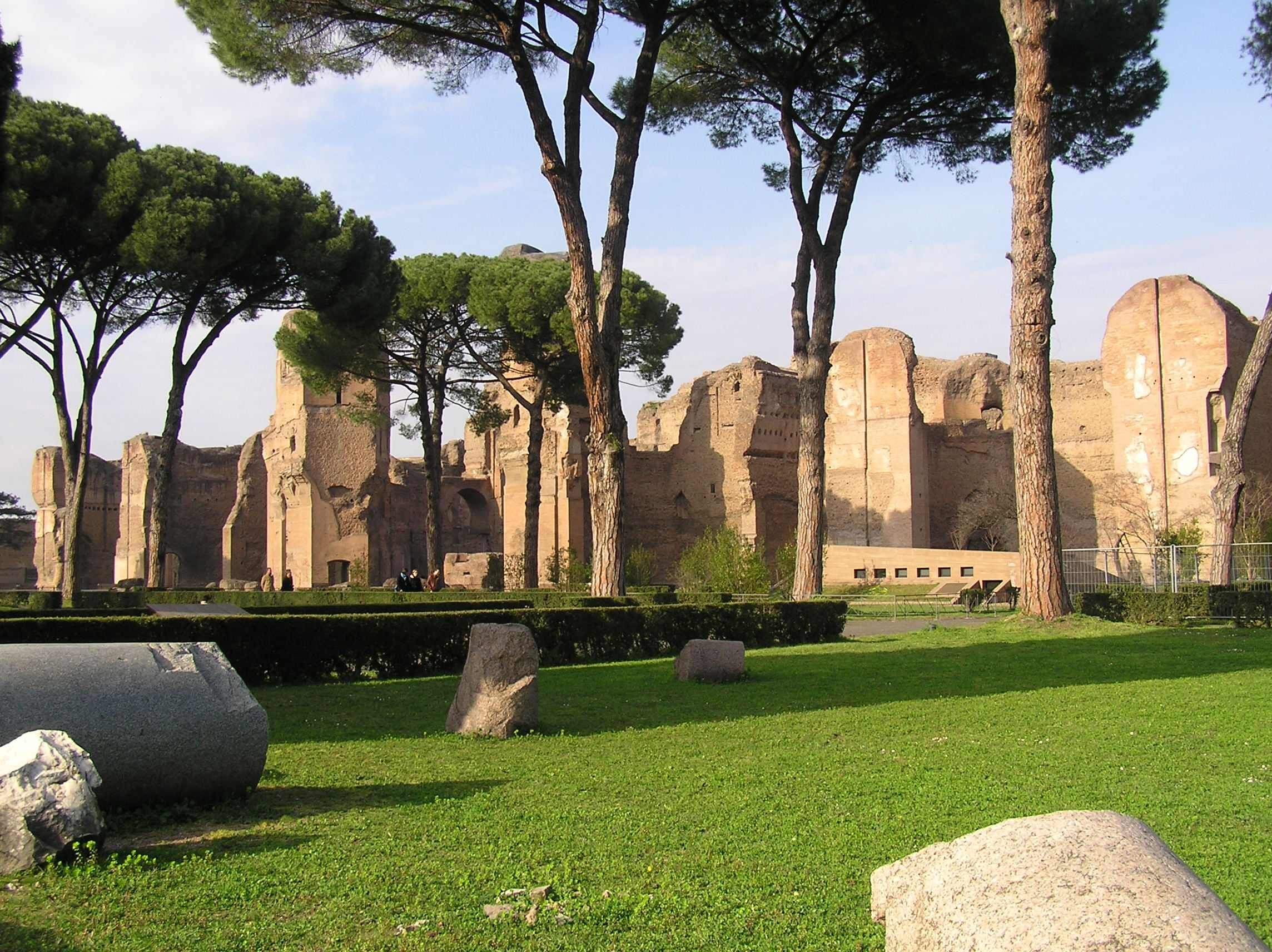
Ansicht der Ruine aus dem vorgelagerten Park

Die Caracalla-Thermen (lateinisch Thermae Antoninianae) sind antike Badeanlagen in Rom. Sie zählen neben den Diokletiansthermen und den Trajansthermen zu den größten Thermenanlagen der Stadt Rom.

## Geschichte der Thermen
Der Bau der Caracalla-Thermen wurde wahrscheinlich im Jahre 206 unter Septimius Severus begonnen und 216 unter Kaiser Caracalla fertiggestellt. Zur Versorgung der Thermen wurde Wasser durch einen Seitenarm der Aqua Marcia geleitet, die sogenannte Aqua Marcia Antoniniana. Sie lagen in der XII. regio Piscina Publica, einem Stadtteil von Rom, der in dieser Zeit besonders mit prächtigen öffentlichen Bauten geschmückt wurde. Weitere Anbauten, wie Bogengänge und Dekorationen, sind unter den Kaisern Elagabal und Severus Alexander ausgeführt worden, so dass die Anlage erst 235 n. Chr. wirklich vollendet war. Da die Anlage am Stadtrand Roms in einer eher ärmlichen Gegend gelegen war, kann angenommen werden, dass sie erbaut wurde, um die Popularität der Kaiser bei der Plebs zu steigern. Zusammen mit den Diokletiansthermen gehörte sie zu den öffentlichen und eintrittsfreien Badepalästen.
Während der Regierungszeit des Kaisers Aurelian kam es zu einem Brand in der Thermenanlage, woraufhin diese renoviert wurde. Diokletian ließ den Aquädukt, der den Namen Forma Iova trug und die Anlage mit Wasser speiste, ausbauen. Schließlich ließ Kaiser Konstantin eine Apsis in das Caldarium einbauen, was durch eine Inschrift bezeugt ist. Aus literarischen Quellen ist bekannt, dass die Thermen noch im 5. Jahrhundert in Betrieb waren. Theoderich der Große, der von 493 bis 526 als ostgotischer König über Rom herrschte, ließ sie erneut restaurieren. Dies war die letzte bekannte Baumaßnahme an den Caracalla-Thermen. Polemius Silvius zählte sie zu den sieben Wundern von Rom.
537 zerstörten die Ostgoten bei der Belagerung Roms die Wasserleitung, was den Badebetrieb beendete. Im Jahre 847 gab es einige Zerstörungen aufgrund eines Erdbebens, danach griffen Regen, Hitze und Frost die Mauern und Inneneinrichtungen an. Spätestens ab dem 12. Jahrhundert dienten die Thermen als Steinbruch. Dennoch galten sie bis in die Renaissance als die am besten erhaltene Thermenanlage und wurden unter anderem von Andrea Palladio und Anonymus Destailleur mit detaillierten Bauplänen bedacht. Im 16. Jahrhundert ließ die Familie Farnese, insbesondere der Papst Paul III. Farnese, einen Großteil der Marmorausstattung und Skulpturen entfernen, um damit den Palazzo Farnese und St. Peter auszuschmücken. Im Jahr 1824 begannen systematische Grabungen unter Graf Girolamo Egidio di Velo, der vor allem den zentralen Baukörper untersuchte und das Mosaik mit den Athleten fand.

## Anlage
Die Thermen maßen etwa 337 × 328 Meter. Das ursprüngliche Gelände, auf dem die Thermen stehen, war sehr uneben. Für den Bau der Thermen musste deshalb zuerst eine riesige Plattform geschaffen werden, um die Höhenunterschiede zwischen dem Aventin-Hügel auf der einen Seite und dem Camemae-Tal auf der anderen Seite auszugleichen. Dafür wurden drei Terrassen angelegt. Zum Tal hin gibt es deshalb massive Ziegelbögen, zum Aventin hin dagegen Mauern, die die Plattform gegen den Aventin abstützen. Unter den Ziegelbögen sind Nebenräume angelegt worden. Die Wasserversorgung wurde durch die Aqua Nova Antoniniana, einen Abzweig von der Aqua Marcia, gesichert.
Das Hauptgebäude im Zentrum des Komplexes ist 214 × 110 m groß. An der südlichen Längsseite ragt das runde Caldarium und an den Schmalseiten jeweils kleinere Exedren hervor.
Die Haupteingänge zu den eigentlichen Thermen liegen im Norden und führen zur Natatio, einem großen Schwimmbecken. Der Raum ist 50 × 22 m groß und war einst über 20 m hoch. Die nördliche Fassade war durch monumentale Granitsäulen in drei Teile gegliedert. In jedem dieser drei Segmente befanden sich sechs Nischen, je drei im unteren und im oberen Teil der Wand. Hier standen einst sicherlich Statuen. In den unteren Nischen sind noch heute Wasserrohre zu sehen, die das Becken mit Wasser speisten.
Links und rechts davon befinden sich die Umkleideräume (Apodyterium). Sie sind mit einfachen geometrischen schwarz-weißen Mosaiken dekoriert. Jeweils eine Palästra befindet sich an der Schmalseite der Thermen, die man direkt von den Umkleideräumen erreichen kann. Sie sind noch heute mit einfachen, jedoch mehrfarbigen geometrischen Mosaiken dekoriert. Rot, grün und zwei helle Töne wechseln sich hier ab. Die verwendeten Steine sind Serpentin und Giallo antico. In seiner Art ist dieses Mosaik bisher einzigartig. An den Seiten der Palästra findet sich jeweils eine Exedra. Diese waren jeweils mit einem polychromen Athletenmosaik dekoriert. In einem Obergeschoss der Palästren haben sich einst figürliche schwarz-weiße Mosaiken befunden. Das einst etwa 300 m lange Mosaik zeigt Nereiden, Tritonen, Delphine und andere Meereslebewesen. Das Mosaik ist von einem Muster gerahmt, das jeweils Paare von Delphinen zeigt.
Im Zentrum der Anlage liegt das Frigidarium (Kaltbad). Es handelt sich um einen 58 × 24 m großen Saal, der einst von drei Kreuzgewölben überspannt wurde. Die Gewölbe ruhten wiederum auf acht Säulen aus grauem, ägyptischem Granit, die an den Wänden standen. Der Fußboden war mit Marmorplatten in Opus sectile ausgelegt. Auch die Wände hatten einen Marmorsockel, von dem noch einige wenige Reste erhalten sind. Auch hier gab es Wandnischen für Statuen, die vielleicht mit Mosaiken dekoriert waren. Um das Frigidarium befinden sich vier Räume, bei denen es sich wahrscheinlich um Saunen (Sudatorium) handelte.
Das Caldarium war von einer 35,08 m weiten Kuppel aus leichten Tonhohlkörpern gekrönt, die größte Kuppel in dieser Bauweise in der damaligen Welt. Bisher ist noch keine größere Kuppel dieser Art erbaut worden. Sie ruhte auf acht aufgemauerten Pilastern. Der Fußboden des Caldariums war einst vollständig mit Marmor ausgelegt, die Wände zwischen den Pfeilern waren von Glasfenstern durchbrochen.
Neben einigen Schwimmbecken und Gärten beherbergten die Thermen Gymnastik- und Versammlungsräume, Bibliotheken und diverse Dienstleistungsbetriebe wie Friseurgeschäfte. Die Thermen konnten täglich bis zu 2000 Badegäste aufnehmen. 
Die Wasserversorgung und Entwässerung galten als technisch perfekt gelöst. Auch das Heizsystem der Anlage (lateinisch hypocaustum) war perfekt ausgeklügelt: Über Tonrohre wurde Heißluft in sämtliche Räume sowie Fußboden- und Beckenheizungen geleitet. Unter der Thermenanlage waren hierfür mehr als hundert Sklaven mit der Befeuerung von riesigen Öfen beschäftigt. Täglich mussten bis zu 10 Tonnen Holz angeliefert werden, um alleine die 49 Öfen unter dem Caldarium zu beschicken. Der Badebetrieb wurde durch ein System von unterirdischen Räumen, Zugangstunneln und Kanälen aufrechterhalten, die zusammen über 6 km lang waren. Sie verteilten sich auf drei getrennte Ebenen. Auf der ersten standen die Feuerungsanlagen, die die Hypokausten der Wände, Fußböden und Wasserbecken erhitzten. Auf der zweiten befanden sich die Wasserspeicher zur permanenten Zufuhr von Frischwasser, über die dritte Ebene wurde das Abwasser entsorgt. 

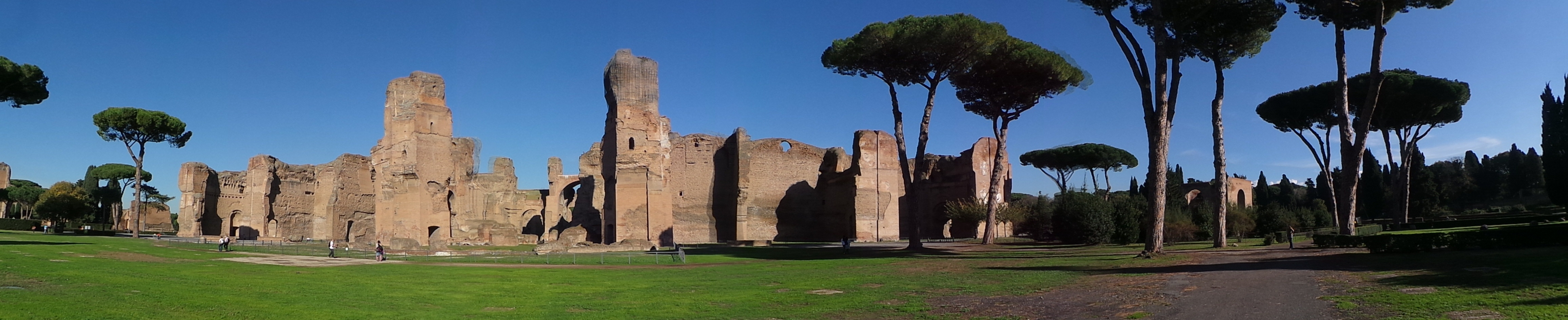
Panorama der Caracalla-Thermen 2014

## Ausstattung
Schon antike Autoren beschrieben die Anlage als eximias et magnificentissimas. Die Vita des Caracalla in der Historia Augusta erwähnt vor allem den Warmbaderaum (im Text als cella solaris bezeichnet, gemeint ist das Caldarium), dessen Kuppel die Bewunderung zeitgenössischer Architekten erlangte. In diesem Zusammenhang wird zum ersten Mal in der Geschichte armierter Beton erwähnt: 

„(4) An Bauten hinterließ er in Rom die hervorragenden, nach ihm benannten Thermen, deren Warmbaderaum nach dem Urteil der Architekten durch keine Nachahmung in dieser Vollendung erreicht werden kann. (5) Es soll nämlich ein aus Bronze oder Kupfer gefertigtes Gerüst unterlegt sein, auf dem die gesamte Wölbung ruht, wobei die Spannweite so groß ist, dass sachkundige Ingenieure diese Art der Konstruktion für unausführbar erklären.“

Das Bad war reich mit Marmor, Mosaiken und Statuen ausgestattet. Die Anlage hatte mindestens 252 Säulen. Sechzehn von ihnen waren höher als zwölf Meter. Es ist errechnet worden, dass in den Thermen mindestens 120 Statuen standen. Diese waren in den Nischen aufgestellt, die es in den Wänden fast aller Räume gab. Ebenso reich muss der Bauschmuck gewesen sein, der sich jedoch auch meist nur noch in Fragmenten fand. Dazu gehören figürliche Kapitelle und dekorierte Friese. Es sind verschiedene Marmorsorten benutzt worden, wie solcher von der griechischen Insel Marmara, aber auch parischer, thasicher und lunesicher Marmor. Daneben kamen aber auch andere Steinsorten wie Granit, Porphyr oder Serpentin zum Einsatz. Aus den Caracalla-Thermen sind die meisten Skulpturen aller Thermen überhaupt erhalten, obwohl sicherlich ein Großteil der einstigen Ausstattung in Kalköfen landete. Wahrscheinlich aus der östlichen Palästra stammt der Farnesische Stier. Die Statuengruppe aus einem einzigen Block wurde um 1546/47 bei Grabungen von Papst Paul III. entdeckt. Sie zeigt die Bestrafung der Dirke. Eine weitere wichtige Statue, die aus dem Frigidarium stammt, zeigt den ruhenden Herkules.

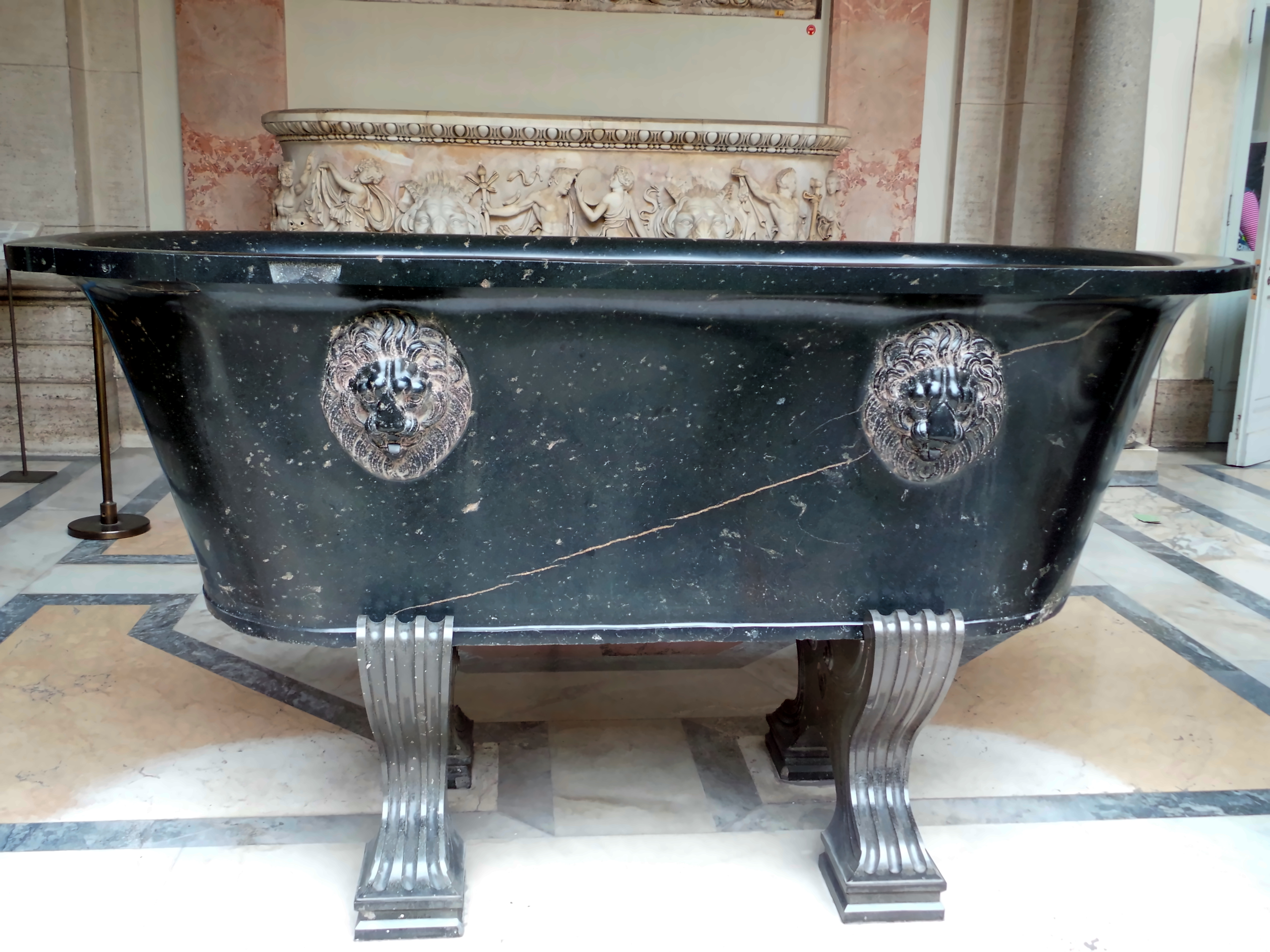
Badewanne aus den Caracalla-Thermen, Vatikanische Museen
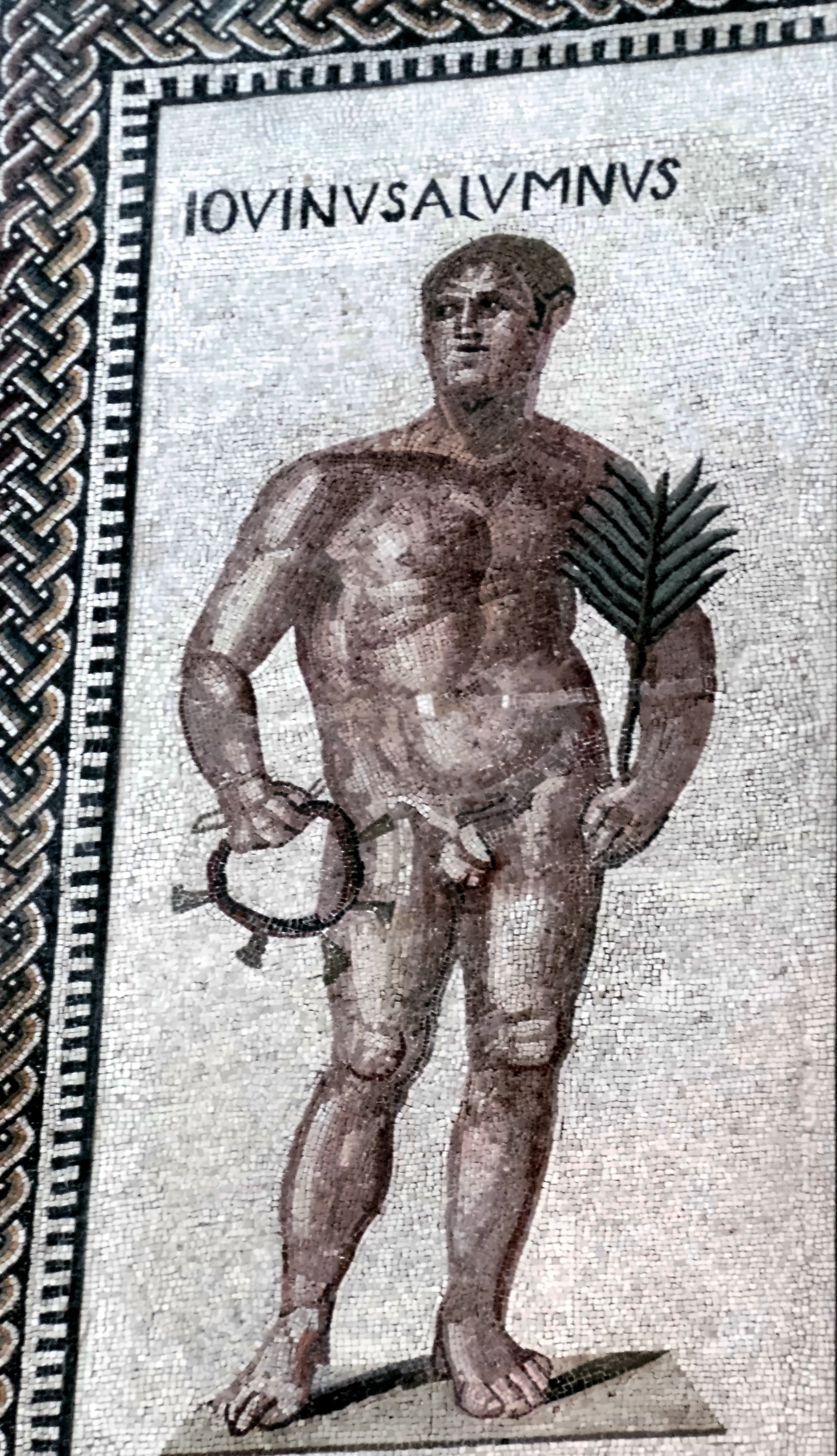
Mosaik-Fries aus den Caracalla-Thermen, Vatikanische Museen
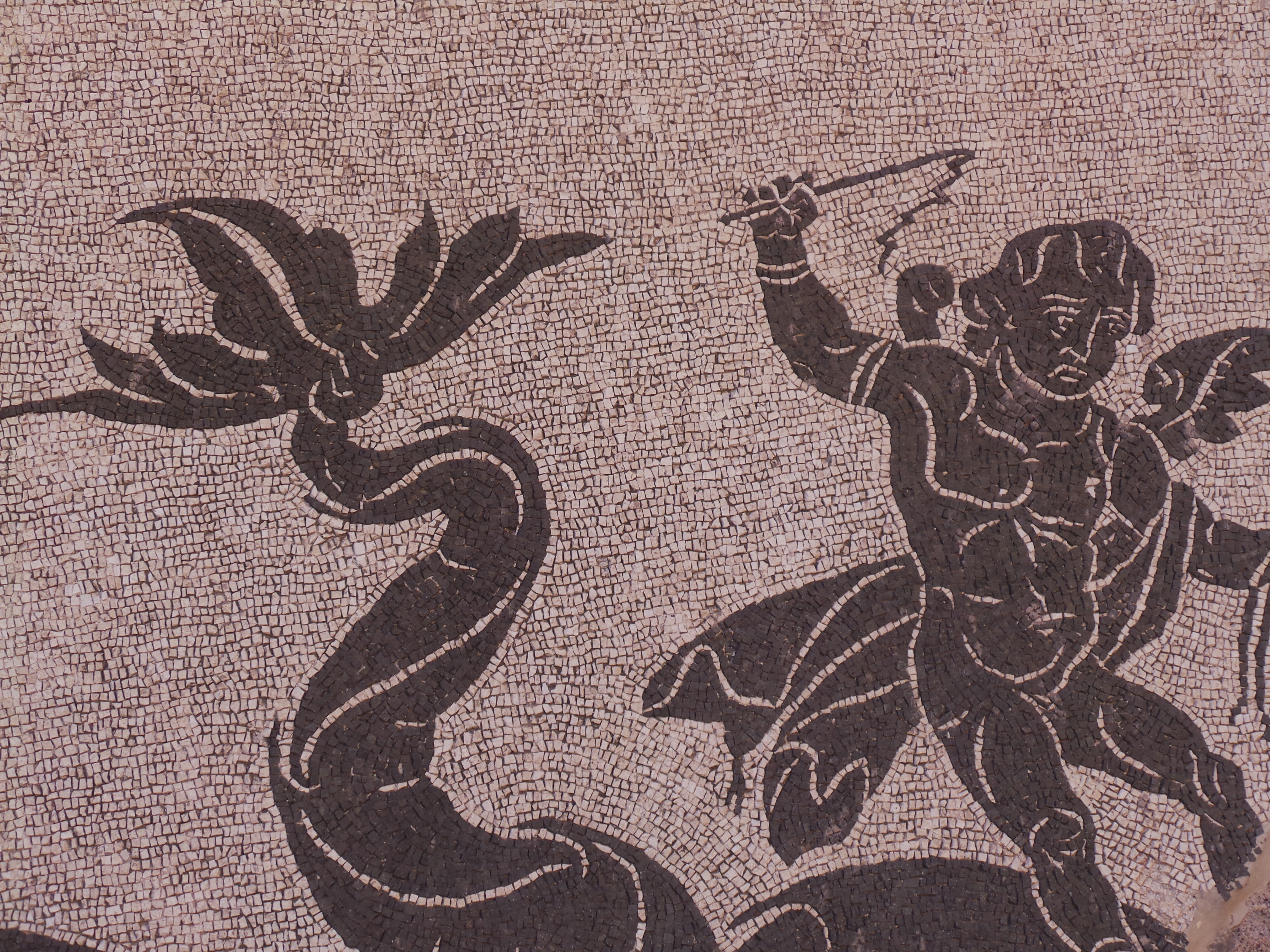
Mosaik-Fries aus den Caracalla-Thermen
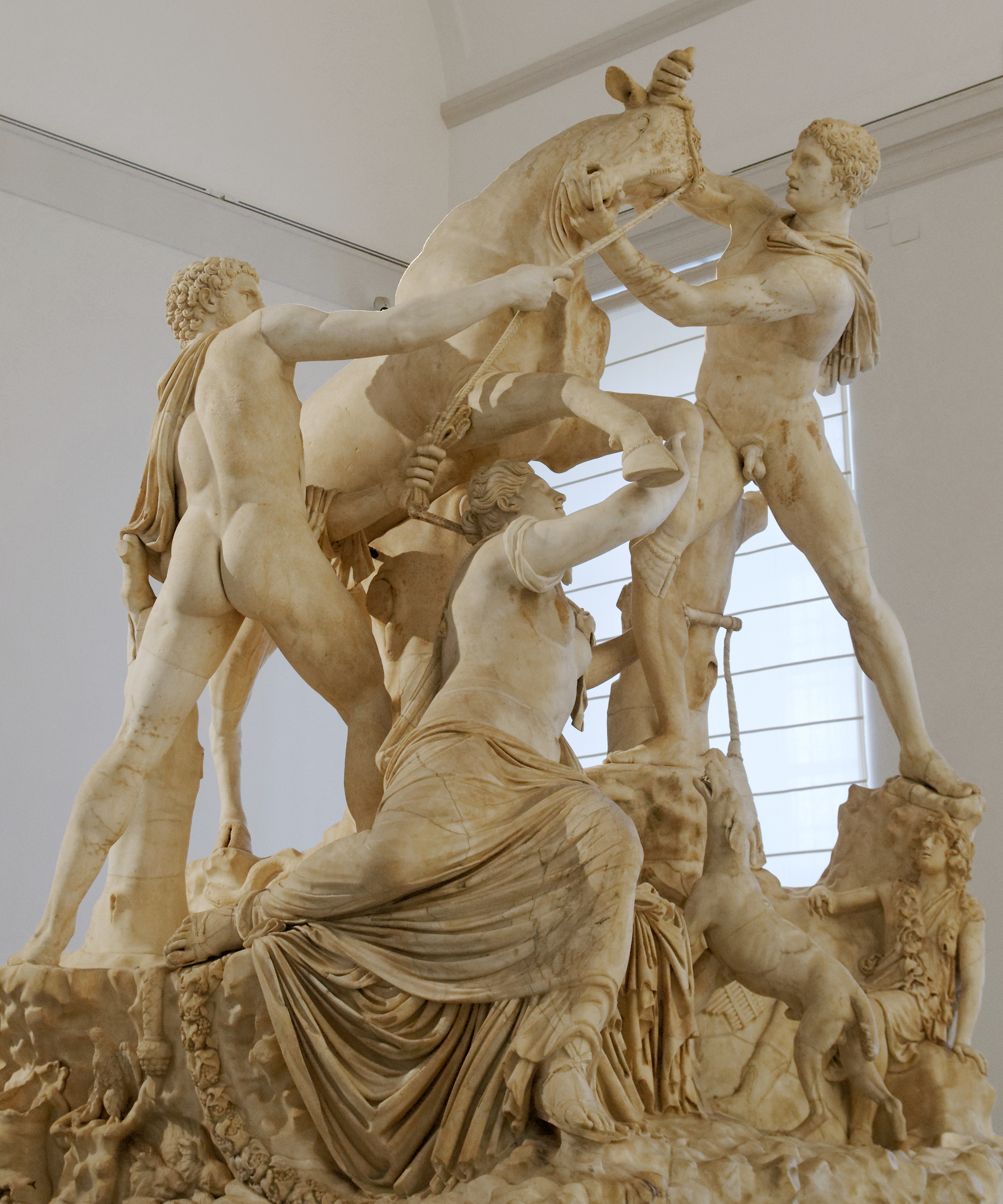
Der Farnesische Stier
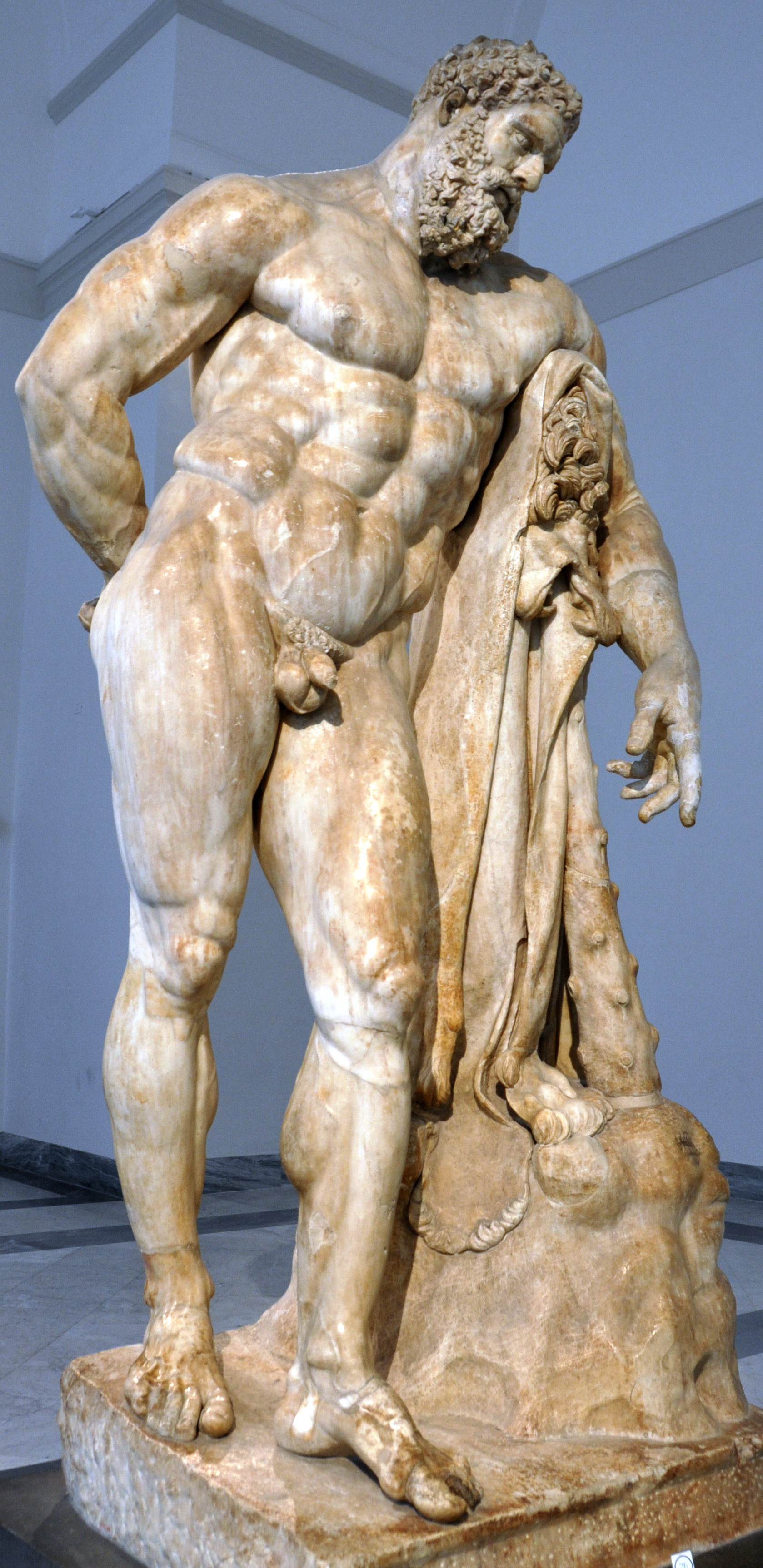
Die Statue des Herkules Farnese befand sich ursprünglich in den Thermen

## Nutzung in der Neuzeit
Auf der Freifläche wurden Gerätturnen-Wettbewerbe der Olympischen Sommerspiele 1960 ausgetragen. Die Motorradverfolgungsjagd im Film Dealer Connection – Die Straße des Heroins des Regisseurs Enzo G. Castellari wurde 1977 in den Thermen gedreht. Heutzutage veranstaltet die Oper Rom hier Freiluft-Opernaufführungen. Die Proben zu einer solchen Opernaufführung in den Caracalla-Thermen zeigt die Schlussszene des Films La Luna des Regisseurs Bernardo Bertolucci. Am 7. Juli 1990 traten hier Die drei Tenöre (Plácido Domingo, Luciano Pavarotti und José Carreras) anlässlich der Fußball-Weltmeisterschaft 1990 erstmals gemeinsam auf. Über 800 Millionen Zuschauer verfolgten das Konzert im Fernsehen; der Live-Mitschnitt wurde zum meistverkauften Klassik-Album der Geschichte.